# Krzysztof Grzesiowski (dziennikarz)
Krzysztof Tomasz Grzesiowski – polski dziennikarz radiowy.
Jest związany z Programem I Polskiego Radia, gospodarz audycji "Sygnały Dnia", "Debata Jedynki" i magazynu "Polska i świat". Pracował też w Radiu dla Ciebie.
Laureat Złotego Mikrofonu za „perfekcyjne prowadzenie informacyjno-publicystycznego programu Sygnały Dnia” i "Chryzostoma" za piękną polszczyznę.
W 2005 odznaczony Złotym Krzyżem Zasługi.